# Edmund Kosicki
Edmund Kosicki (ur. 3 października 1893 w Poznaniu, zm. 15 stycznia 1970) – polski uczestnik wojny polsko-bolszewickiej, sędzia piłkarski oraz lekkoatleta długodystansowiec.

## Życiorys
Miał wykształcenie średnie. w 1914 został wcielony do armii Cesarstwa Niemieckiego, gdzie służył w 13 oddziale karabinów maszynowych w stopniu sierżanta sztabowego. Od 15 stycznia 1919 w Wojsku Polskim, oficer od 24 czerwca tego roku. Był dowódcą kompanii w 1 pułku strzelców wielkopolskich (późniejszym 55 pułku piechoty). W 1920 dwukrotnie odznaczony Krzyżem Walecznych. Miał stopień porucznika rezerwy.
Był wicemistrzem Polski w biegu na 5000 metrów w 1923, a także zwycięzcą biegu ulicznego o puchar „Ilustrowanego Kuriera Codziennego” w tym samym roku.
Później był sędzią piłkarskim, prezesem sędziów Górnośląskiego Okręgowego Związku Piłki Nożnej
Zmarł w 1970. Pochowany na cmentarzu bonifratrów w Katowicach–Bogucicach (kwatera A3, rząd 10, grób 15).
Jego młodszy brat Zygfryd był znanym piłkarzem i trenerem piłkarskim.